# Monumentos de Olvera

## Parroquia de Nuestra Señora de la Encarnación

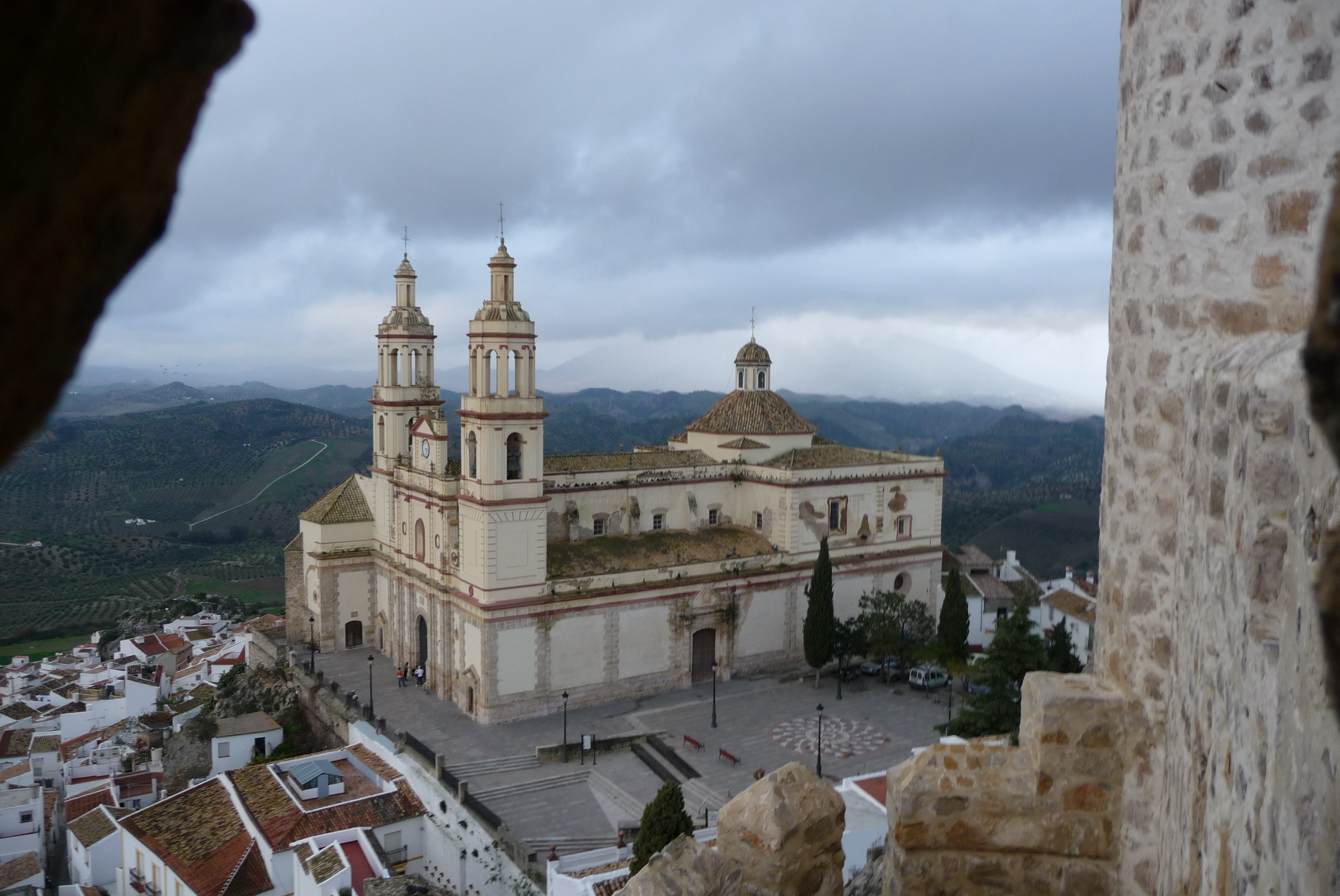
Vista de la Parroquia desde el Castillo

La iglesia de Nuestra Señora de la Encarnación se ubica en la Plaza de la Iglesia. Se trata de una construcción neoclásica mandada erigir a finales del siglo XVIII por los duques de Osuna y culminada en 1843, tras el posterior derribo en 1822 de la antigua Iglesia Mayor, con la misma advocación. De esa antigua Iglesia solo se conserva su ábside. Sabemos que el antiguo templo, bajo los cimientos del actual, fue mandado construir por Juan Téllez Girón II y que su estilo arquitectónico fue el gótico-mudéjar con una sola torre y campanario.
La monumental fachada de la Iglesia actual, de claro estilo neoclásico, de recortadas líneas y volúmenes, está formada por tres cuerpos en altura, cuatro para sendas torres o campanarios.
El interior del templo presenta tres naves, la central de mayor altura y amplitud, bajo bóvedas de cañón, crucero con cúpula y linterna y gran riqueza de materiales, entre ellos los que destaca el mármol italiano. En las naves laterales se disponen los altares. 
La última restauración comenzó allá por 1994, estando cerrada al culto hasta la terminación de las obras finales del 1999.

## Castillo árabe

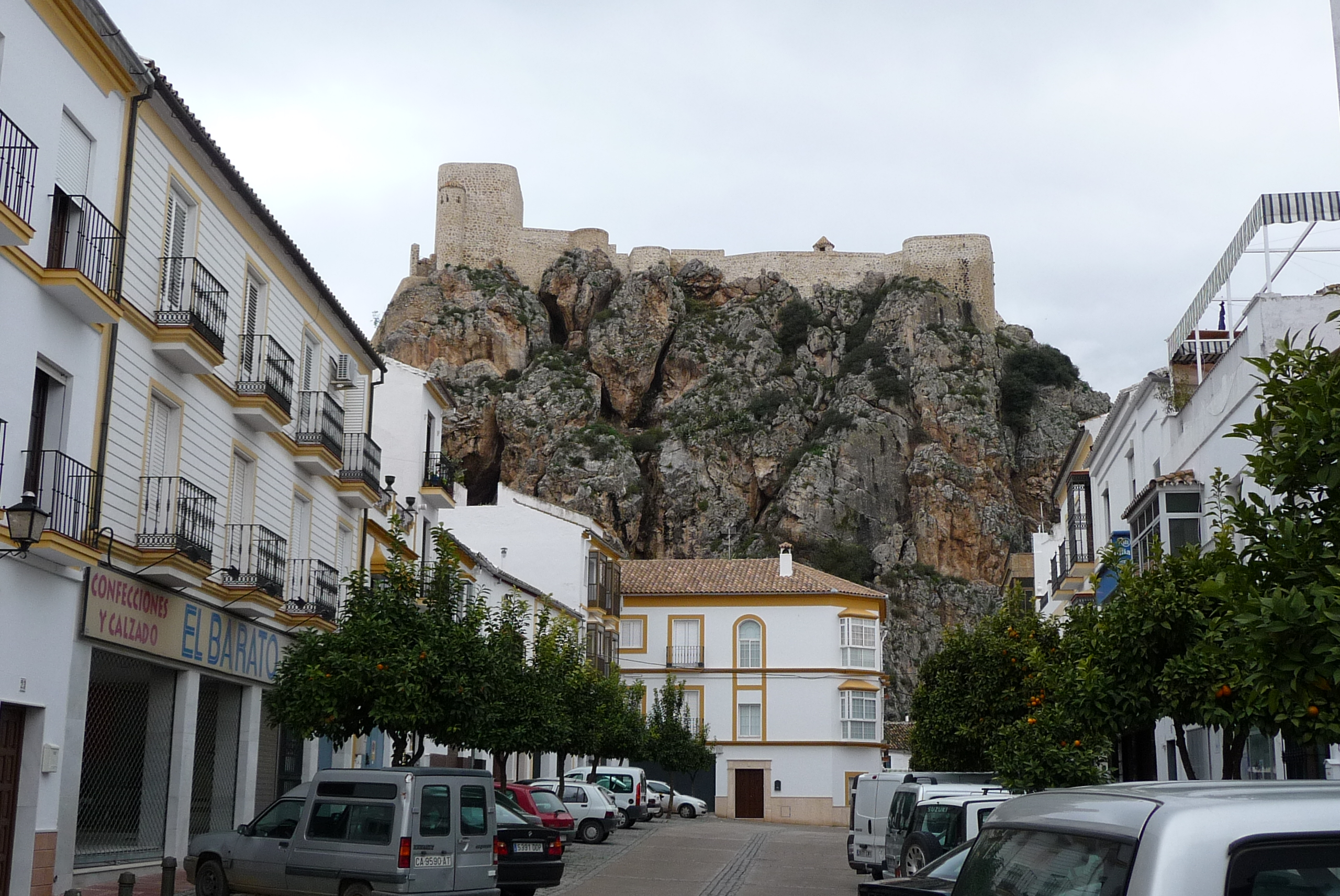
Castillo árabe de Olvera

Construido a finales del siglo XII, formó parte del sistema defensivo del reino nazarí de Granada. Encrespado sobre una roca a 623 m s. n. m., la cota más alta de la localidad, el Castillo de Olvera presenta una planta irregular a la manera de un triángulo alargado que se adapta a la forma misma de la peña. 
La torre del homenaje, que se alza en la parte sur del recinto y que dispone de dos plantas cubiertas por bóveda de medio cañón, es de planta rectangular y aristas redondeados y constituye el elemento principal del dispositivo defensivo del Castillo.

## Muralla musulmana

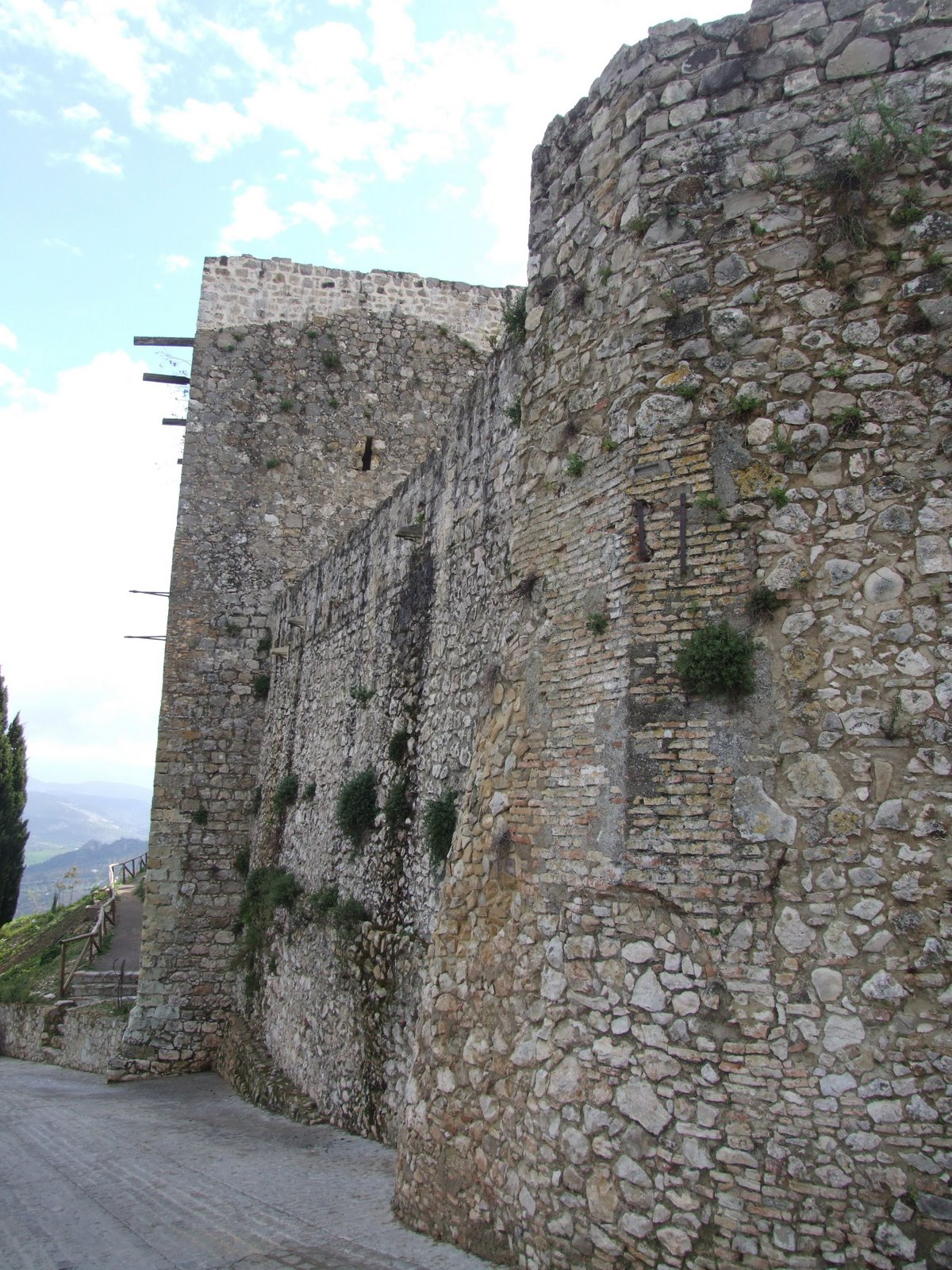
Muralla musulmana, Olvera.

Se conservan los 7 contrafuertes que la sostenían, borrando el lienzo de la misma, destacando “La Cilla”, que tras servir de cárcel y granero ducal, entre muchos usos, es hoy día oficina de turismo y museo municipal, existiendo 4 salones expositores y un patio con una vista majestuosa. En dos de sus salas, podemos contemplar sendas exposiciones permanentes sobre “Los Castillos y Fortalezas de los Reinos Nazaríes” y "La Vía Verde de la Sierra".

## Barrio de la Villa
En los alrededores de estos monumentos, se localiza el “Barrio de la Villa”, delimitado por el lienzo antes citado. Sumergirse por sus calles es viajar 700 años atrás, allá donde había una Olvera mora, la denominada Wubira, es la forma más evidente de ver sus orígenes, (calles estrechas, rincones estratégicos, casas de época, etc.), adentrando al visitante en la arquitectura antigua de las ciudades musulmanas, en resumen, puro entrelazado morisco.
Junto con la plaza de la Iglesia y el castillo formaba la almedina árabe (la ciudad árabe o urbe musulmana). 
Estaba formada fundamentalmente por un castillo o alcázar (hiso), una pequeña mezquita y el caserío, sin olvidar la plazoleta o la explanada principal, de donde partía el trazado de la red viaria. Todo ello estaba rodeado por una cerca o una muralla, de la que se conserva algunos torreones. Fuera de este recinto se encontraba el lugar para los entretenimientos o camero.
La huellas más patentes del pasado árabe pueden hallarse en la Torre del Pan, antigua construcción musulmana que funcionó como tahona.

## La plaza de Andalucía
El primer nombre de la actual Alameda, como queda dicho, fue el de Paseo de Primo Rivera. Después se llamó paseo de Fermín y Galán. Luego Paseo José Antonio Primo de Rivera. Finalmente se denomina Plaza de Andalucía. Curiosamente ha desaparecido el nombre de “paseo”, de hacer terminar la calle Llana en un paseo público.
El nombre de “Alameda”, que nunca fue oficial, el desaparecido profesor Guerrero Lobillo, es el genérico que tuvo todo aquella zona cuando acampo Alfonso XI, para conquistar Olvera. Entonces era un paraje plantado de álamos. De ahí el nombre popular que, por tradición se mantiene hasta el día de hoy.
En cuanto a la reforma, han sido varias las llevadas a cabo. Es una zona recreativa y ha sido testigo de variados acontecimientos históricos.
En esa plaza conocida como “Alameda” se encuentra el Peñón del Sagrado Corazón un monumento de lo más curioso y bonito de Olvera.

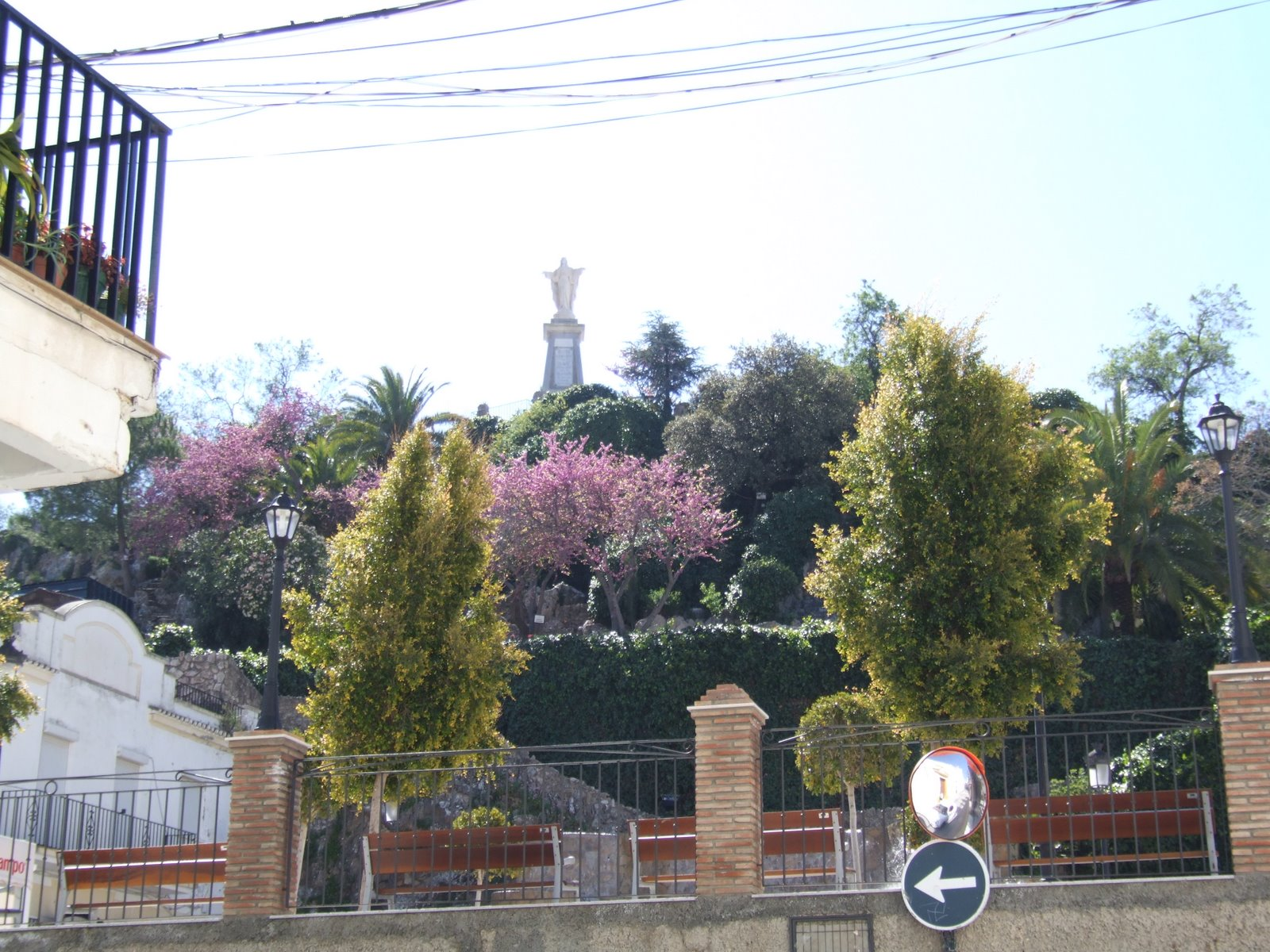
Peñón del Sagrado Corazón

## Peñón del Sagrado Corazón
También llamado como Peñón de la Coroneta, este monumento se encuentra en la Plaza de Andalucía. Cuenta con abundante vegetación y flora y el acceso se realiza mediante escaleras dispuestas en pequeñas terrazas. El monumento que corona la peña es la Estatua del Sagrado Corazón de Jesús con los brazos extendidos, realizada por el escultor granadino José Navas Parejo, en 1929. El pedestal con forma de piedra artificial, tiene forma de tronco de pirámide, de bases cuadradas y sobre el descansa la sagrada imagen, hecha en Ronda. La altura es de 8 m. La cima ofrece además una vista panorámica que puede ser contemplada desde un balcón colgado al vacío.
Tras la inauguración Olvera se consagró al Sagrado Corazón de Jesús, por el alcalde Don Narciso de Frutos Villalba.

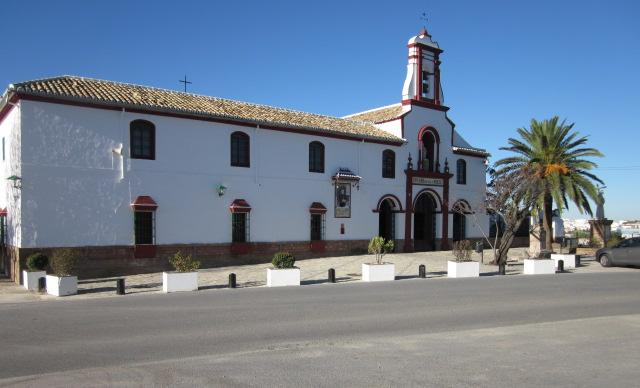
Santuario de los Remedios.

## Santuario de Nuestra Señora de Los RemediosCoronada
El santuario de Nuestra Señora de los Remedios, situado a dos kilómetros de la localidad gaditana de Olvera, fue construido en el siglo XVII sobre el subsuelo de una ermita del siglo XVI.
Ronda en los últimos años las 300.000 visitas anuales y su titular es una de las escasísimas Vírgenes gaditanas coronadas canónicamente, concretamente en 1.966. Se trata, por lo tanto, de una de las advocaciones andaluzas con mayor arraigo devocional. El santuario tiene ámbito supracomarcal y a él acuden creyentes de poblaciones cada vez más alejadas, que proceden sobre todo de las Sierras de Cádiz, Sevilla y Málaga y depositan en él numerosos exvotos, de ahí que Nuestra Señora de los Remedios no solo sea Patrona y Alcaldesa Perpetua de Olvera, sino también Patrona de las Cien Sierras. Los exvotos mencionados anteriormente han sido estudiados en profundidad por el antropólogo Rodríguez Becerra. Aunque el estadounidense William Christian, gran especialista en religiosidad popular, ha señalado su importancia, no incluye a la Virgen de los Remedios en la sucesión de imágenes devocionales; pero parece evidente que esta Virgen sucede a la de Caños Santos, una antigua advocación muy popular en un ámbito que casi se solapa con el de la Virgen de los Remedios hasta principios del siglo XIX, cuando es trasladada a Cañete la Real (Málaga). Tampoco hacen referencia a ello los tres libros que se han escrito sobre el Monasterio de Caños Santos, los artículos que existen sobre la ermita de Los Remedios.
La Virgen de los Remedios comienza a ser una advocación de gran peso en Olvera a partir de 1715, año en el que se le atribuye su intervención milagrosa en una sequía que asolaba a la población. El concejo hace un voto solemne, apócrifo, que da lugar a la romería del Lunes de Quasimodo, que aún se mantiene con mucha fuerza en la comarca de Olvera.
también hemos constatado que la Cofradía de la Vera Cruz de Pruna peregrinaba al santuario de Nuestra Señora de Caños Santos.

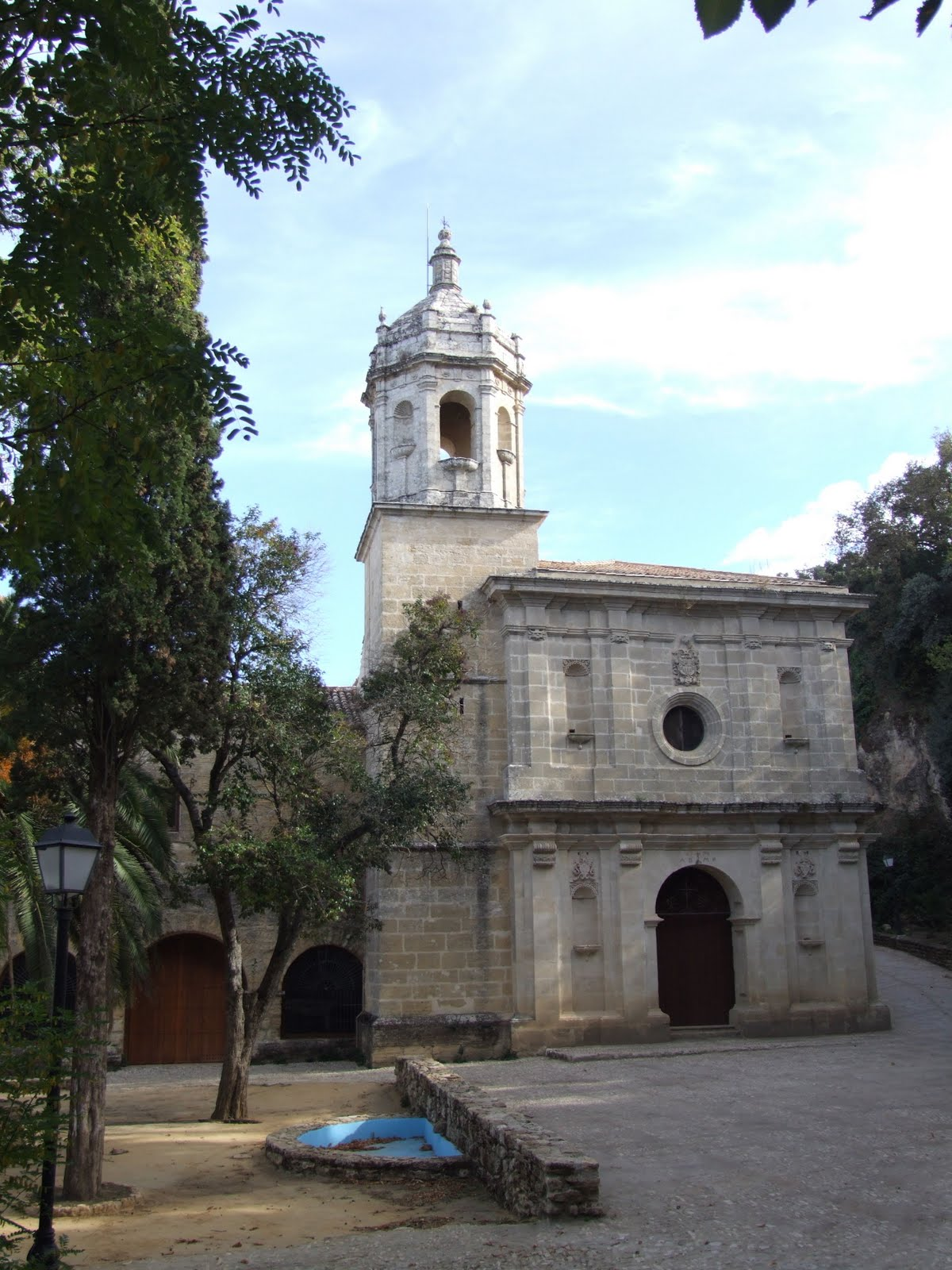
Convento de Caño Santo

## Convento de Caños Santos|Monasterio de Caños Santos
El Convento de Caños Santos tiene su origen en el siglo XVI, cuando el Conde de Ureña y Morón facilita tierras para la construcción de una ermita a Nuestra Señora de Caños Santos. Al aumentar la devoción de la feligresía se decidió labrar el Convento y Casa en 1542. 
La edificación corresponde tipológicamente a una construcción conventual, donde iglesia y claustro son las piezas fundamentales en torno a las que se organizan las restantes dependencias. 
El templo, de planta rectangular, consta de una sola nave, con cubierta abovedada, hoy pérdida. La fachada, que es el elemento mejor conservado, se divide en dos cuerpos, cada uno de los cuales se organiza en tres calles separadas por medios de pilastras.
Especial atención merece la torre de la iglesia, que se levanta a un lado de la fachada. La planta de la misma es cuadrada en sus tres primeros cuerpos, mientras que el superior, que hace las veces de campanario, es octogonal.
Pertenece al ayuntamiento de la vecina localidad de Alcalá del Valle.

## Museo de la " Cilla"
Este museo se encuentra ubicado en el edificio de La “Cilla”, que se llama así por servir de “Cilla” o granero, en tiempos de los duques de Osuna, propietarios del inmueble. También sabemos que fue usado en un tiempo como cárcel de mujeres. El edificio, que fue inaugurado en 1999, se estructura en torno a dos naves principales en forma de T, dispuesta a en torno a un amplio patio. La parte abierta del patio se cierra por un torreón de la antigua muralla, actualmente de uso museístico y, por el propio discurrir de la misma, que sirve de mirador. Del patio del antiguo edificio se ha conservado el pozo y las dos palmeras y en la actualidad se usa como sala de concierto al aire libre. El piso superior de unas de las naves se usa como sala de exposiciones y el inferior como tienda de recuerdos y oficina de turismo. La nave que alberga el museo está dividida en dos zonas de exposición permanente.

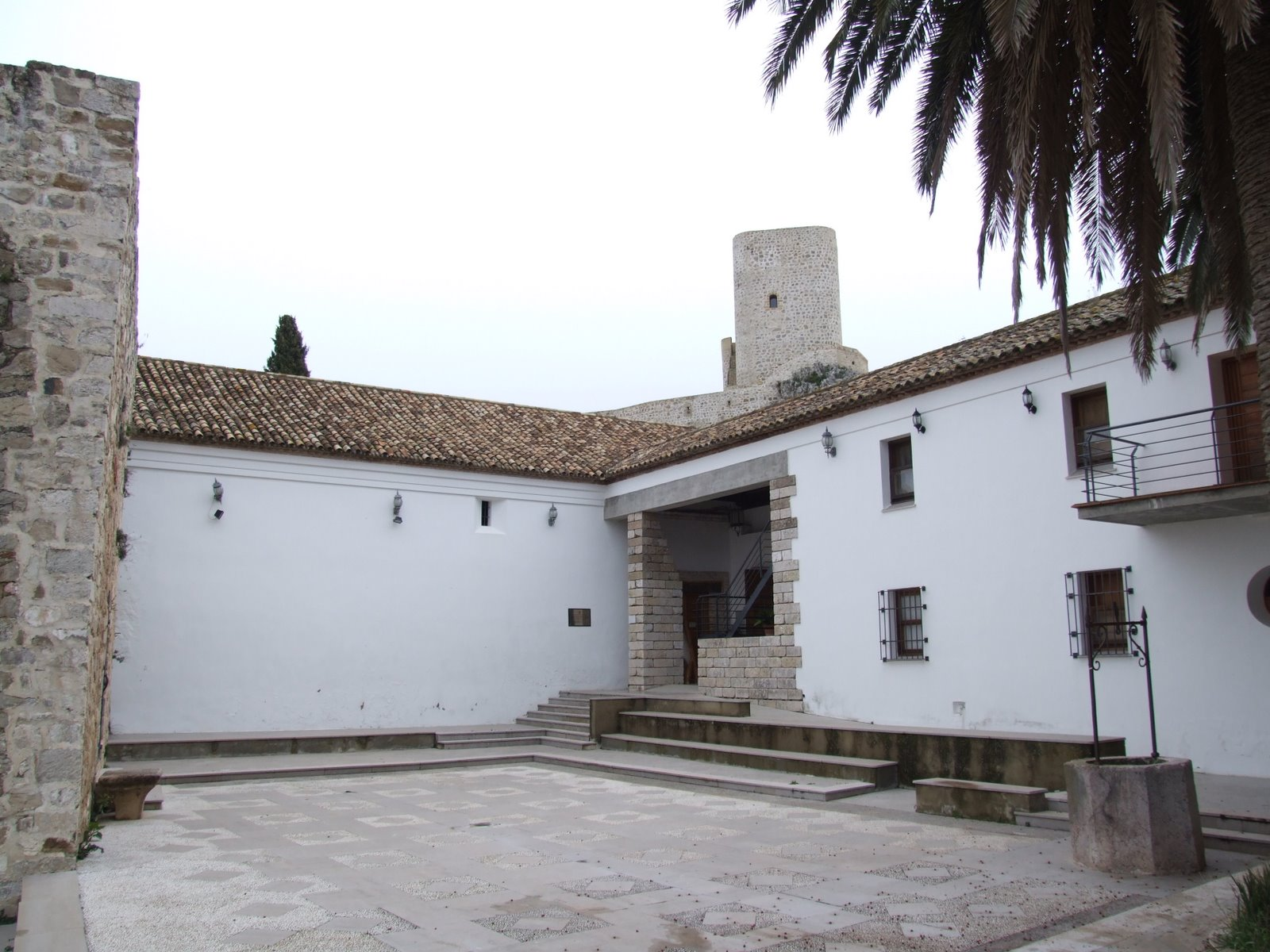
Edificio de la Cilla

El museo se concibe como un Centro de Interpretación, en el que priman los recursos didácticos y, en el que junto al rigor de los contenidos históricos, se desarrollan diversos recursos interactivos y escenográficos: reproducciones de ambientes y personajes medievales, arquitectura del castillo, objetos ocultos que el visitante ilumina, sala de juegos para niños (disfraces medievales…), subirse a un caballo, etc.
Después de años sin actividad se reformó para ser el Centro cultural "La Cilla" donde se encuentra la oficina de turismo, una sala de exposiciones y también un  patio central que  se utiliza para diversas funciones como conciertos, conferencias etc.
Para ser una época eminentemente violenta, la vida cotidiana durante estos siglos continuó, adaptada a tales condiciones. Junto a los largos periodos de treguas en las guerras, los territorios que iban quedando alejados de la Frontera ganaban en seguridad y en posibilidad de llevar a cabo una vida más pacífica. Pero incluso en la propia Frontera, las gentes habían de seguir viviendo, construyendo sus casas, abasteciéndose de los productos más necesarios, fabricando los objetos e instrumentos indispensables. Un modo de vida, en cualquier caso, especialmente austero y duro para la inmensa mayoría de la población.

## Iglesia de la Victoria
El actual templo de la Iglesia de Victoria es una moderna edificación, de trazo funcional, tanto su interior como exterior. 
La Iglesia fue construida durante los años: 1963, 1964 y 1965. El 3 de julio de 1966 fue bendecida por el cardenal arzobispo de Sevilla, Don José María Buena Monreal. En aquel entonces, Olvera pertenecía a la diócesis de Sevilla, en aplicación de Concordato suscrito, entre España y la Santa Sede en el 1983.[cita requerida]
El aspecto exterior, no ha experimentado cambios, con relación a la anterior edificación solamente se conserva la campana. 
En el interior del templo actual presenta una sola nave con un único altar. Es el altar mayor que tiene en la pared un Cristo crucificado acompañado de dos imágenes una de María Auxiliadora, otra de San José y otra imagen más innovadora colocada en uno de los laterales del templo llamado Cristo de la Divina Misericordia.
Por último, el autor de este proyecto técnico es el arquitecto Manuel Lacasa Suárez

## Iglesia del Socorro y San José
La Iglesia de Nuestra Señora Socorro está situada en la Plaza del mismo nombre, nombre dado por una de las grandes devociones de los abuelos olvereños, Ntra. Sñra. del Socorro. Es un templo de estilo gótico-mudéjar que posee una sola torre, fue levantado por Don Juan Téllez y puesto bajo la advocación de Nuestra Señora de la Encarnación.Tenía un magnífico retablo. De este templo quedan aún restos adosados a la actual, que pueden contemplarse desde algunas calles del barrio del Socorro y también desde la calle Hondón. Históricamente el Socorro ha sido el segundo barrio olvereño en tener una Iglesia.
Por otro lado la Iglesia de San José fue bendecida el 12 de octubre de 1961 en la barriada de San José, abriéndose al culto.

## Castillo de Carastas/Castillo de Ayamonte
- Datos: Q6023379